# جيف موس (كاتب أغاني)
جيف موس (بالإنجليزية: Jeff Moss)‏ هو كاتب أغاني وملحن وكاتب سيناريو وشاعر أمريكي، ولد في 19 يونيو 1942 في نيويورك في الولايات المتحدة، وتوفي في 24 سبتمبر 1998 في مانهاتن في الولايات المتحدة بسبب سرطان القولون.

## وصلات خارجية
- جيف موس على موقع IMDb (الإنجليزية)
- جيف موس على موقع ميوزك برينز (الإنجليزية)
- جيف موس على موقع أول موفي (الإنجليزية)
- جيف موس على موقع قاعدة بيانات الأفلام السويدية (السويدية)
- جيف موس على موقع أول ميوزيك (الإنجليزية)
- جيف موس على موقع قاعدة بيانات الفيلم (الإنجليزية)
- جيف موس على موقع كينوبويسك (الروسية)